# R. Rijksen

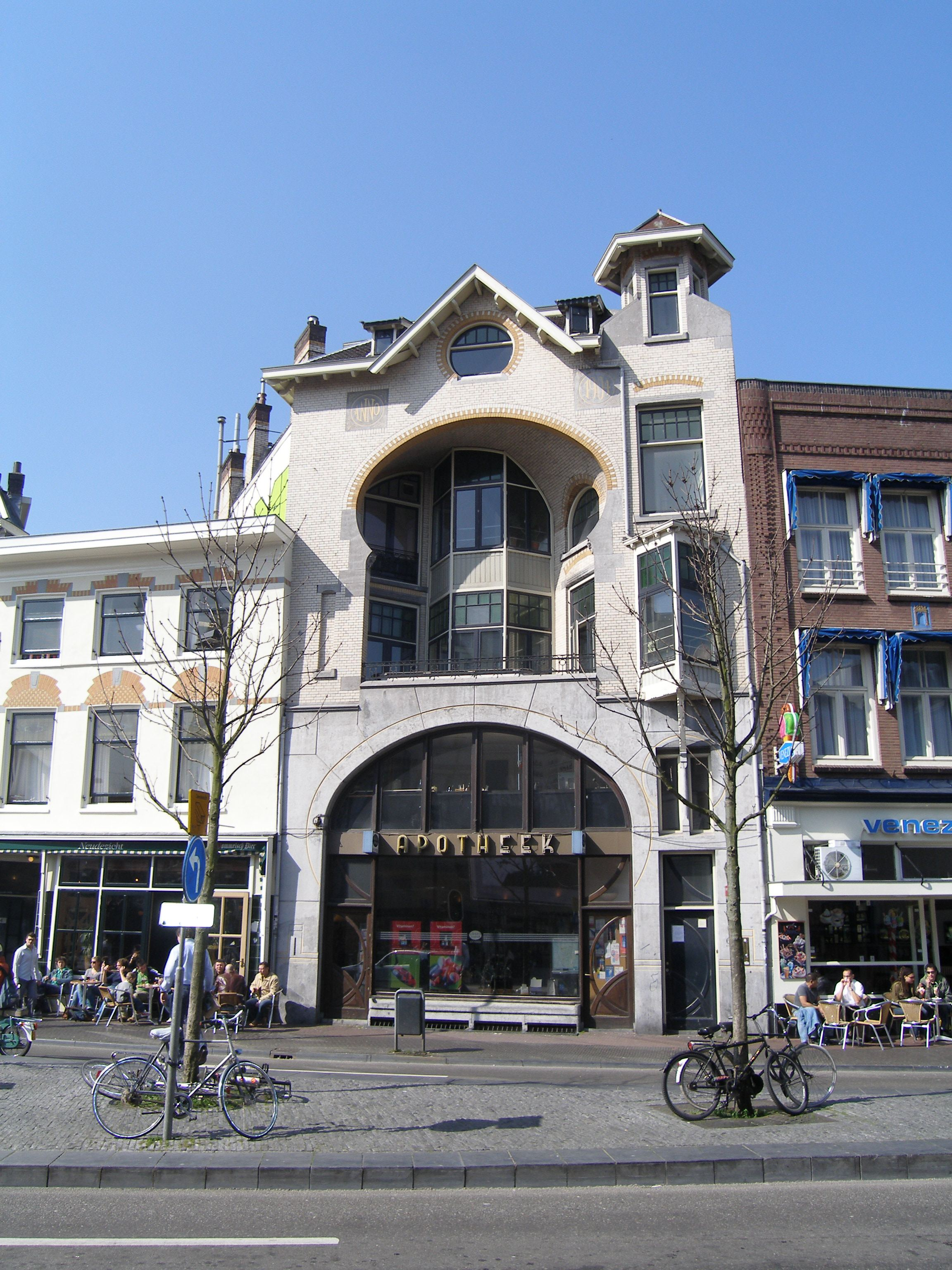
Apotheek De Liefde

Rijk Rijksen Gzn. (1872 - 1944) was een Nederlandse architect. 
In de stad Utrecht ontwierp hij diverse gebouwen in jugendstil. Een bekend ontwerp van zijn hand is dat van apotheek De Liefde ter hoogte van de Neude. Het werd rond 1904 gebouwd en is in 2001 erkend als rijksmonument. Andere ontwerpen van Rijksen in Utrecht zijn de woonhuizen aan de Emmalaan 21-41 (1898, rijksmonumenten), Vredenburg 3 (verbouwd 1904, rijksmonument) en Bakkerstraat 27-29 (circa 1906). 
Later zou Rijksen in Nederlands-Indië als architect werkzaam zijn.

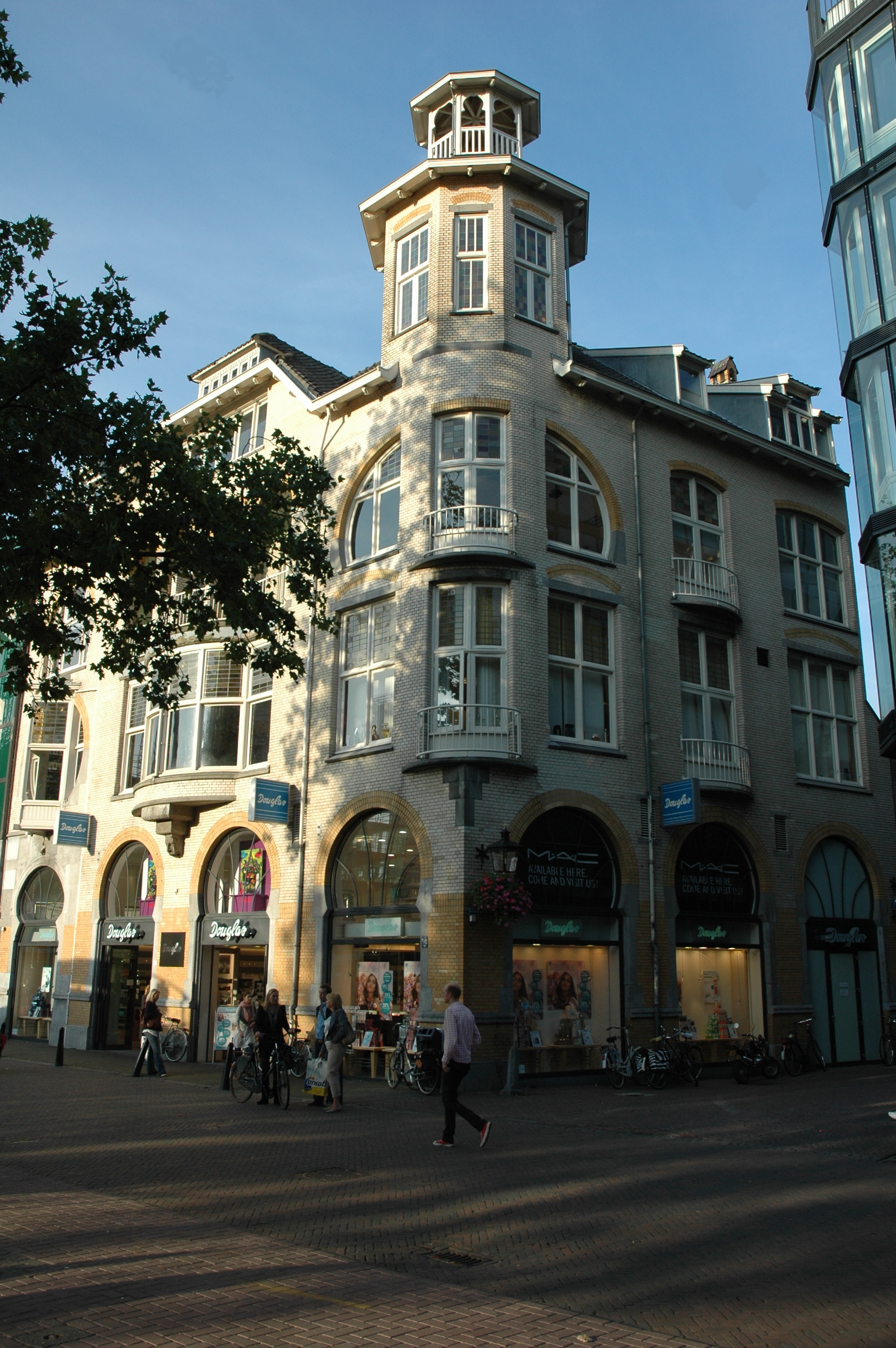
Vredenburg 3.
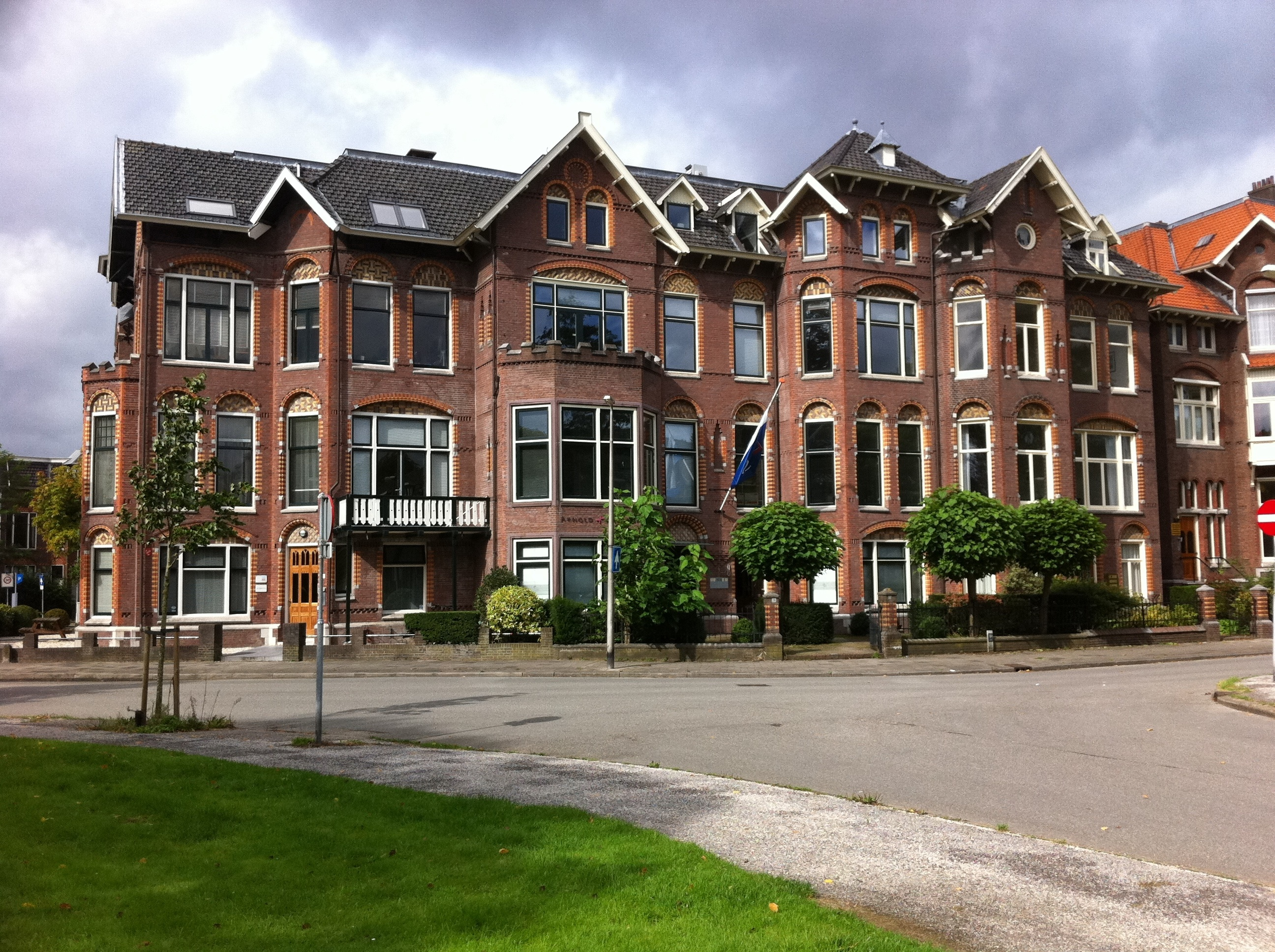
Emmalaan 35-41
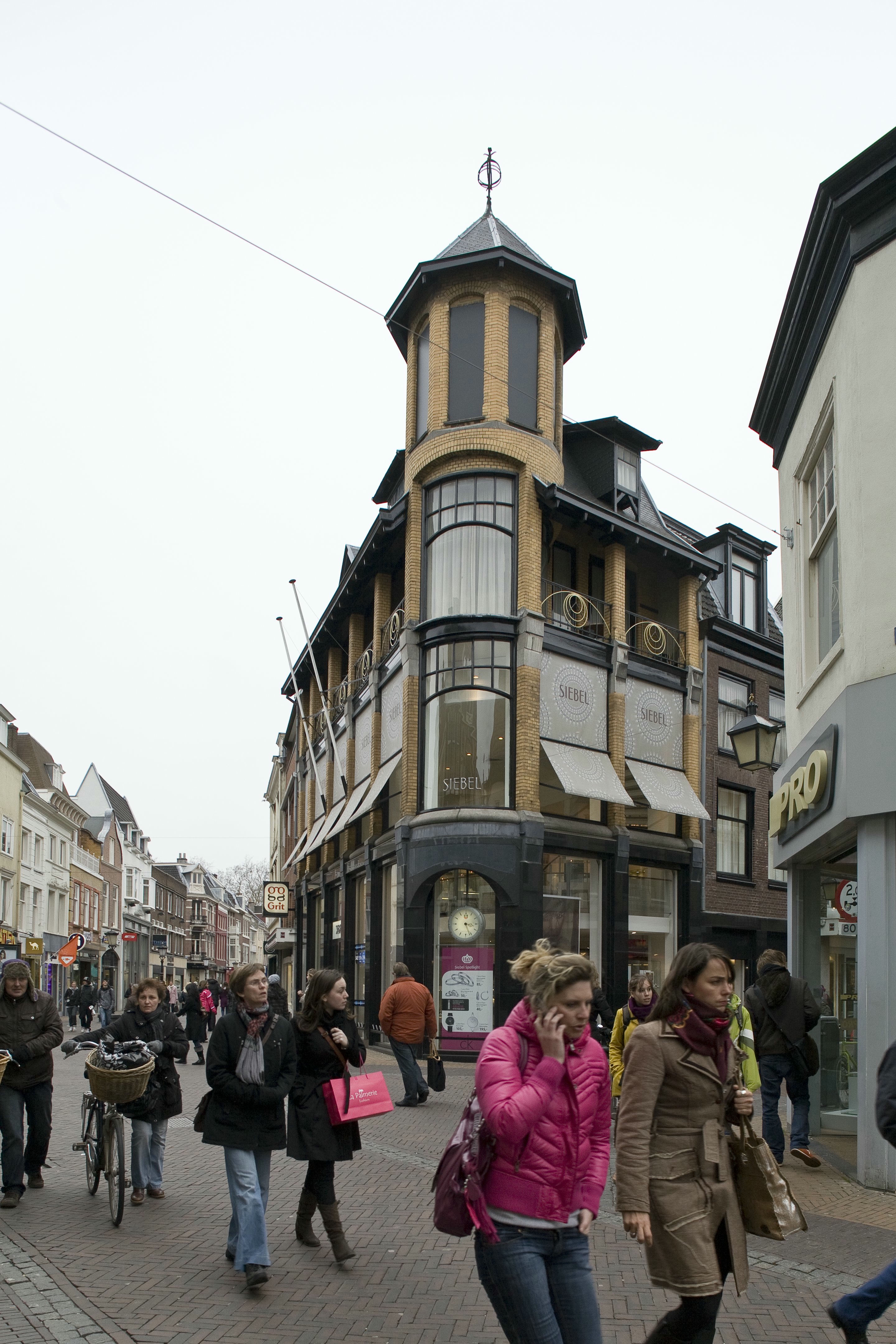
Bakkerstraat 27-29